# شورشی ۳
شورشی ۳ (به هندی: Baaghi 3) فیلمی است محصول سال ۲۰۲۰ و به کارگردانی احمد خان است. در این فیلم بازیگرانی همچون تایگر شروف، ریتیش دشموک، شرادها کاپور، آنکیتا لوکانده، جایدیپ اهلاوات، ویجی وارما، جکی شروف، ساتیش کایشیک و دیشا پاتانی ایفای نقش کرده‌اند.
این فیلم دنباله فیلم شورشی و شورشی ۲ می‌باشد.